# Lualaba-Stummelaffe
Der Lualaba-Stummelaffe (Piliocolobus langi) ist eine Primatenart aus der Gattung der Roten Stummelaffen, die in einem kleinen Gebiet im Nordosten der Demokratischen Republik Kongo in der Nähe von Kisangani zwischen den Flüssen Kongo und Aruwimi vorkommt. Östlich reicht das Verbreitungsgebiet etwa bis zu den Boyomafällen am Kongooberlauf (Lualaba).

## Merkmale
Lualaba-Stummelaffe

Link zum Bild

Der Lualaba-Stummelaffe erreicht eine Kopf-Rumpf-Länge von etwa einem halben Meter und ein Durchschnittsgewicht von 7,5 (Weibchen) bis 9 kg (Männchen). Der Schwanz wird 44 bis 66,5 cm lang. Kopf, Kehle, Brust, Schultern und die Arme sind rötlich, die Beine und der Bauch schwärzlich-sepiafarben.

## Lebensweise
Lualaba-Stummelaffen leben in tropischen Tieflandwäldern und ernähren sich von Blättern, Sprossen, Früchten, Blüten, Käfern und möglicherweise auch von Samen. Die Fortpflanzung wurde bisher nicht erforscht.

## Systematik

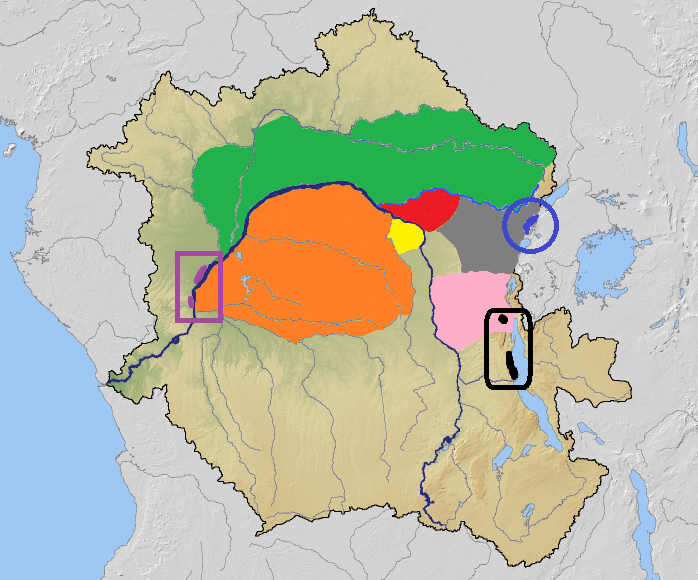
Rot das Verbreitungsgebiet des Lualaba-Stummelaffen, grau das Hybridisierungsgebiet

Der Lualaba-Stummelaffe wurde 1925 als Colobus langi beschrieben. Östlich seines Verbreitungsgebietes, im Ituri-Regenwald, gibt es eine größere Region, in der die Population der Roten Stummelaffen aus der Hybridisierung von drei Arten entstanden ist. Sie reicht vom Aruwimi im Norden und dem Bergland westlich des Eduardsees im Osten fast bis zum Lualaba im Westen. Die drei beteiligten Arten sind der Lualaba-Stummelaffe, der Oustalet-Stummelaffe (P. oustaleti) und der Semliki-Stummelaffe (P. semlikiensis). Die Hybriden haben in den meisten Fällen leuchtend rote Vorderkörper, Schultern und Arme. Der mittlere Rücken ist orange-braun, der hintere Rücken, Beine und Schwanz sind schwarz. Kehle, Brust und Bauch sind grau oder gelblich. Es gibt jedoch auch überwiegend kastanienbraune oder dunkel rotbraune Exemplare. Die Hybriden wurden unter dem Namen Piliocolobus ellioti als eigenständige Art beschrieben.

## Gefährdung
Die IUCN listet den Lualaba-Stummelaffen in ihrer Roten Liste gefährdeter Arten als stark gefährdet. In seinem Verbreitungsgebiet gibt es keine Schutzgebiete.